# Dicranomyia flavigenu
Dicranomyia flavigenu är en tvåvingeart som beskrevs av Jaroslav Stary och Amnon Freidberg 2007. Dicranomyia flavigenu ingår i släktet Dicranomyia och familjen småharkrankar. Inga underarter finns listade i Catalogue of Life.